# Joachim Schöberl
Joachim Schöberl (* 27. Februar 1940; † 30. April 2016) war ein deutscher Germanist.

## Leben

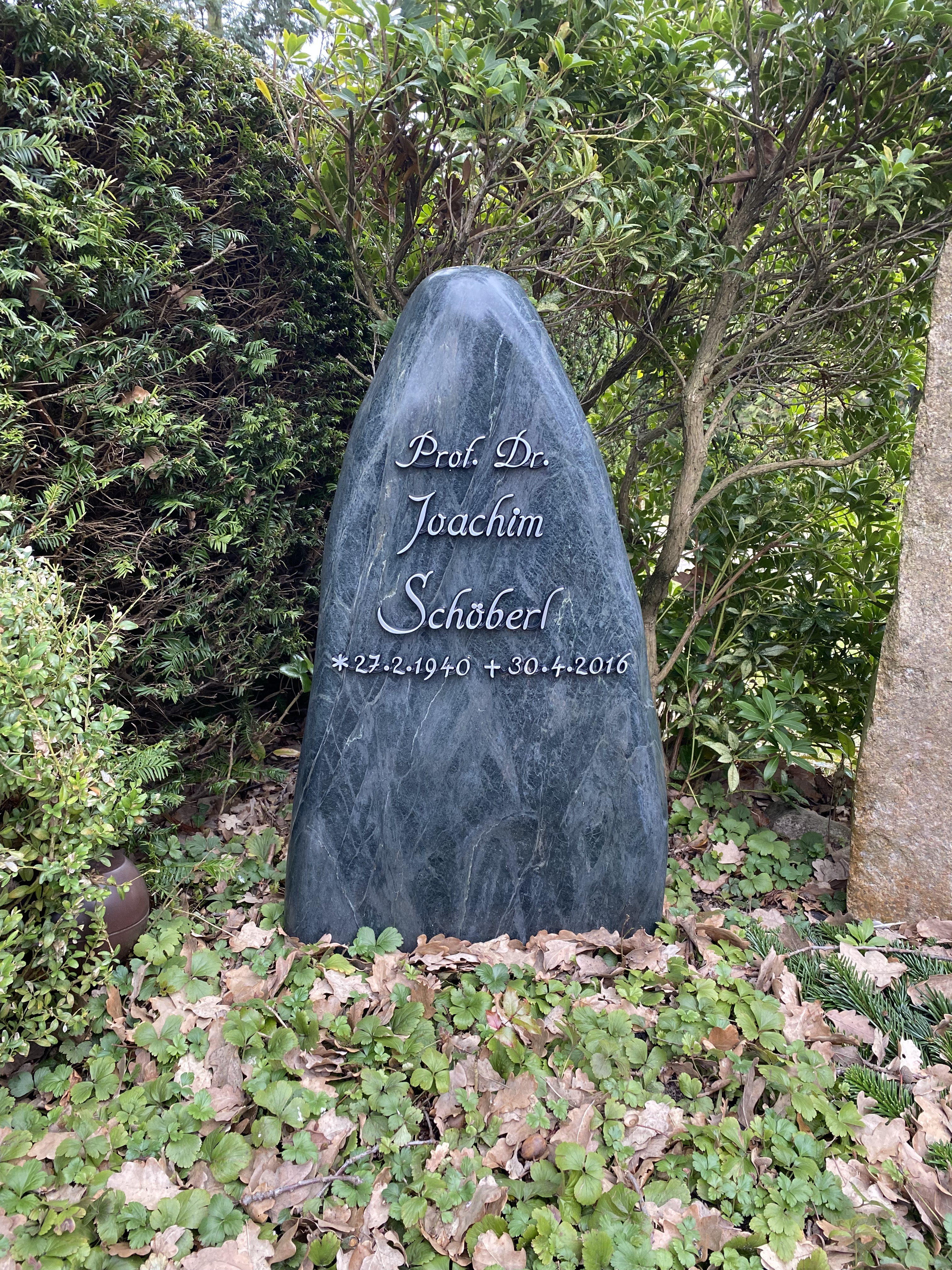
Grabstätte auf dem Waldfriedhof Winsen (Luhe)

Nach der Promotion 1972 Die Metaphorik in der galanten Lyrik der Neukirchschen Sammlung. Ein Beitrag zur Charakteristik des spätbarocken Stils an der Universität Hamburg lehrte er von 1982 bis 2005 als Professor für Neuere deutsche Literatur in Hamburg und war ab 1993 Leiter des Instituts für Theater, Musiktheater und Film.
Seine Forschungsschwerpunkte waren Film- und Fernsehanalyse, Trivial- und Unterhaltungsliteratur des 19. und 20. Jahrhunderts und Publikumszeitschriften im 19. Jahrhundert (insbes. Die Gartenlaube).
Joachim Schöberl ruht auf dem Waldfriedhof in Winsen (Luhe).

## Schriften (Auswahl)
- „liljen-milch und rosen-purpur“. Die Metaphorik in der galanten Lyrik des Spätbarock. Untersuchung zur Neukirchschen Sammlung. Frankfurt am Main 1972, ISBN 3-7677-0009-3.
- mit Günter Dammann und Karl Ludwig Schneider: Georg Heyms Gedicht „Der Krieg“. Handschriften und Dokumente. Untersuchungen zur Entstehungsgeschichte und zur Rezeption. Heidelberg 1978, ISBN 3-533-02700-7.
- als Herausgeber: Heinrich Clauren: Mimili. Eine Erzählung. Stuttgart 1984, ISBN 3-15-002055-7.
- mit Joachim Fritzsche: Forschungsprojekt „Identifikation und Förderung sprachlich besonders befähigter Schüler“. Hamburg 1993, OCLC 75501295.